# Probezzia fuscipennis
Probezzia fuscipennis är en tvåvingeart som beskrevs av Wirth 1971. Probezzia fuscipennis ingår i släktet Probezzia och familjen svidknott. Inga underarter finns listade i Catalogue of Life.